# Puerto Escondido, Oaxaca
Puerto Escondido är en ort i Mexiko.   Den ligger i kommunen San Pedro Mixtepec -Dto. 22 - och delstaten Oaxaca, i den sydöstra delen av landet, 500 km sydost om huvudstaden Mexico City. Puerto Escondido ligger 75 meter över havet och antalet invånare är 19 488.
Terrängen runt Puerto Escondido är platt västerut, men åt nordost är den kuperad. Havet är nära Puerto Escondido åt sydväst. Runt Puerto Escondido är det glesbefolkat, med 9 invånare per kvadratkilometer. Puerto Escondido är det största samhället i trakten. Omgivningarna runt Puerto Escondido är en mosaik av jordbruksmark och naturlig växtlighet.